# Ponthieva cuyujana
Ponthieva cuyujana är en orkidéart som beskrevs av Dodson och Alexander Charles Hirtz. Ponthieva cuyujana ingår i släktet Ponthieva och familjen orkidéer. Inga underarter finns listade i Catalogue of Life.